# G.711

G.711은 ITU-T의 오디오 컴팬딩을 위한 표준이다. 주로 전화에서 많이 쓰인다. 공식적인 명칭은 '음성 주파수의 펄스 부호 변조(PCM)'이다. G.711은 또한 IP 네트워크 상의 팩스 통신에도 사용된다. 펄스 부호 변조(PCM)으로도 알려져 있는 G.711은 파형 코덱으로 자주 사용된다. G.711은 64 kbit/s에서 시외 전화 정도의 품질을 제공하는 협대역 오디오 코덱이다. G.711은 300-3400 Hz 범위의 오디오 신호를 통과시키며 초당 8000샘플링의 레이트로 샘플링한다.
G.711에는 두가지 강화 버전이 있는데 G.711.0과 G.711.1이다. G.711.0은 대역폭 사용을 줄이기 위해 무손실 데이터 압축을 활용한다. G.711.1은 대역폭을 크게 하여 오디오 품질을 증가시킨다.

## 기능
- 샘플링 주파수 8 kHz
- 64 kbit/s 비트레이트(8kHz 샘플링 주파수 x 8 비트/샘플 수)
- 형식적 알고리즘 지연 시간은 0.125 ms이며 look-ahead 지연은 없음.
- G.711은 파형 음성 코더
- G.711 부록 I은 패킷화된 네트워크에서 전송 손실을 숨기는 것을 도와주는 패킷 손실 은폐(PLC) 알고리즘을 정의한다.
- G.711 부록 II는 무음 상태일 때 대역폭 사용을 줄이기 위해 음성 활동 감지(VAD)와 안정 소음 발생(CNG)를 사용하는 불연속 전송(DTX) 알고리즘을 정의한다.
- 이상적인 조건 하에서 테스트 했을 때 PSQM은 G.711 μ-law가 4.45점, G.711 A-law가 4.45점의 평균 오피니언 평점을 도출해냈다.
- 네트워크 부하 상태에서 테스트 했을 때 PSQM은 G.711 μ-law가 4.13점, G.711 A-law가 4.11점의 평균 오피니언 평점을 도출해냈다.

## 라이선스
G.711이 1972년에 발표됐기 때문에 특허는 이미 사라진지 오래되었다. 그러므로 자유롭게 사용가능하다.

## 같이 보기
- Au (오디오 파일)